# Olympische Winterspiele 1968/Teilnehmer (Japan)
| Gelbes Symbol für Goldmedaillen mit stilisierten Olympischen Ringen | Graues Symbol für Silbermedaillen mit stilisierten Olympischen Ringen | Braundes Symbol für Bronzemedaillen mit stilisierten Olympischen Ringen |
| ------------------------------------------------------------------- | --------------------------------------------------------------------- | ----------------------------------------------------------------------- |
| —                                                                   | —                                                                     | —                                                                       |

Japan nahm an den X. Olympischen Winterspielen 1968 im französischen Grenoble mit einer Delegation von 61 Athleten in acht Disziplinen teil, davon 52 Männer und 9 Frauen. Ein Medaillengewinn gelang keinem der Athleten.
Fahnenträger bei der Eröffnungsfeier war der Eishockeyspieler Takaaki Kaneiri.

## Teilnehmer nach Sportarten

### Biathlon
- Shozo Okuyama
20 km Einzel: 34. Platz (1:28:51,0 h)
4 × 7,5 km Staffel: 13. Platz (2:35:21,0 h)

- Isao Ono
20 km Einzel: 33. Platz (1:28:47,8 h)
4 × 7,5 km Staffel: 13. Platz (2:35:21,0 h)

- Miki Shibuya
20 km Einzel: 28. Platz (1:27:37,1 h)
4 × 7,5 km Staffel: 13. Platz (2:35:21,0 h)

- Hajime Yoshimura
20 km Einzel: 43. Platz (1:32:05,5 h)
4 × 7,5 km Staffel: 13. Platz (2:35:21,0 h)

### Eishockey
Männer
| - Toshimitsu Otsubo - Katsuji Morishima - Isao Asai - Michihiro Sato - Takaaki Kaneiri - Hisashi Kasai - Toru Itabashi - Kenji Toriyabe - Minoru Itō | - Takeshi Akiba - Kimihisa Kudo - Mamoru Takashima - Koji Iwamoto - Yutaka Ebina - Takao Hikigi - Toru Okajima - Kazuo Matsuda - Nobuhiro Araki |

- 10. Platz

### Eiskunstlauf
Männer
- Yutaka Higuchi
25. Platz (1529,6)

- Tsuguhiko Kozuka
21. Platz (1584,0)

Frauen
- Haruko Ishida
26. Platz (1552,7)

- Kumiko Ōkawa
8. Platz (1763,6)

- Kazumi Yamashita
14. Platz (1639,0)

### Eisschnelllauf
Männer
- Tamio Dejima
500 m: 33. Platz (42,6 s)

- Takayuki Hida
500 m: 37. Platz (42,9 s)

- Yoshiaki Demachi
5000 m: 21. Platz (7:55,6 min)
10.000 m: 22. Platz (16:54,6 min)

- Keiichi Suzuki
500 m: 8. Platz (40,8 s)
1500 m: 31. Platz (2:13,1 min)

- Masaki Suzuki
500 m: 15. Platz (41,2 s)
1500 m: 40. Platz (2:14,8 min)

- Tadao Ishihata
1500 m: 30. Platz (2:12,7 min)
5000 m: 22. Platz (7:55,8 min)

- Mutsuhiko Maeda
1500 m: 40. Platz (2:14,8 min)
5000 m: 33. Platz (8:08,3 min)

- Hirofumi Ōtsuka
10.000 m: 28. Platz (17:38,8 min)

Frauen
- Kaname Ide
500 m: 27. Platz (50,0 s)
1500 m: 23. Platz (2:34,2 min)
3000 m: 21. Platz (5:27,9 min)

- Jitsuko Saitō
1500 m: 26. Platz (2:36,6 min)
3000 m: 20. Platz (5:27,8 min)

- Sachiko Saitō
500 m: Rennen nicht beendet
1000 m: 26. Platz (1:41,0 min)
1500 m: 18. Platz (2:31,4 min)

- Misae Takeda
500 m: 25. Platz (49,4 s)
1000 m: 25. Platz (1:40,4 min)

### Nordische Kombination
- Hiroshi Itagaki
Einzel (Normalschanze/15 km): 10. Platz (414,65)

- Katsutoshi Okubo
Einzel (Normalschanze/15 km): 24. Platz (382,23)

- Masatoshi Suto
Einzel (Normalschanze/15 km): 21. Platz (359,03)

- Akemi Taniguchi
Einzel (Normalschanze/15 km): 23. Platz (383,14)

### Ski Alpin
Männer
- Yoshiharu Fukuhara
Abfahrt: 54. Platz (2:14,09 min)
Riesenslalom: 50. Platz (3:51,97 min)
Slalom: im Vorlauf ausgeschieden

- Hitonari Maruyama
Abfahrt: 59. Platz (2:18,04 min)

- Juichi Maruyama
Abfahrt: 64. Platz (2:19,33 min)

- Tsuneo Noto
Abfahrt: 45. Platz (2:10,32 min)
Riesenslalom: 40. Platz (3:46,65 min)
Slalom: im Vorlauf ausgeschieden

- Yoshinari Kida
Riesenslalom: disqualifiziert
Slalom: im Vorlauf ausgeschieden

- Tomio Sasaki
Riesenslalom: 47. Platz (3:50,15 min)
Slalom: im Vorlauf ausgeschieden

Frauen
- Mihoko Otsue
Abfahrt: 34. Platz (1:51,60 min)
Riesenslalom: 36. Platz (2:10,56 min)
Slalom: 31. Platz (1:51,37 min)

### Skilanglauf
Männer
- Akiyoshi Matsuoka
15 km: 53. Platz (54:46,2 min)
4 × 10 km Staffel: 10. Platz (2:20:54,8 h)

- Hiroshi Ogawa
15 km: 65. Platz (59:55,4 min)

- Sotoo Okushiba
50 km: 38. Platz (2:45:09,4 h)
4 × 10 km Staffel: 10. Platz (2:20:54,8 h)

- Kazuo Satō
15 km: Rennen nicht beendet
30 km: 45. Platz (1:46:12,4 h)
4 × 10 km Staffel: 10. Platz (2:20:54,8 h)

- Tokio Satō
15 km: 50. Platz (53:41,2 min)
30 km: 33. Platz (1:43:13,8 h)
50 km: 29. Platz (2:40:00,5 h)
4 × 10 km Staffel: 10. Platz (2:20:54,8 h)

Frauen
- Fujiko Katō
5 km: 32. Platz (18:28,2 min)
10 km: 23. Platz (40:40,0 min)

### Skispringen
- Seiji Aochi
Großschanze: 26. Platz (185,0)

- Masakatsu Asari
Normalschanze: 57. Platz (169,8)

- Takashi Fujisawa
Normalschanze: 26. Platz (194,5)
Großschanze: 18. Platz (192,7)

- Yukio Kasaya
Normalschanze: 23. Platz (196,4)
Großschanze: 20. Platz (191,1)

- Akitsugu Konno
Normalschanze: 24. Platz (196,3)
Großschanze: 20. Platz (191,1)